# Little Dead Rotting Hood
Pour plus de détails, voir Fiche technique et Distribution.
Little Dead Rotting Hood est un film d'horreur américain de 2016, écrit par Gabriel Campisi et réalisé par Jared Cohn. Il met en vedette Eric Balfour, Bianca Santos, Romeo Miller, Patrick Muldoon, Heather Tom et Marina Sirtis,.
Le film est un mockbuster du film d’horreur romantique Le Chaperon rouge, de Warner Bros.

## Synopsis
Dans la petite ville de Stillwater, en Pennsylvanie, dans les Appalaches, Samantha (Bianca Santos) vient rendre visite à sa grand-mère (Marina Sirtis) qui vit en recluse dans les bois et est connue des habitants sous le nom de « The Wolf Lady » (la femme aux loups). La grand-mère enterre Samantha dans un rituel, puis se suicide en se tranchant les poignets.
Le shérif Adam (Eric Balfour) est appelé pour enquêter sur la mort de la grand-mère et la disparition de Samantha, mais il est très occupé par ses enfants qui viennent de chez son ex-femme. Il est alors confronté à une vague soudaine de morts dans toute la ville. On découvre que ceux-ci sont causés par des attaques de loups. Au fur et à mesure que les corps s’accumulent, certaines personnes commencent à spéculer sur le genre de loups qui pourraient faire cela. Adam tente de piéger et de tuer le loup qu’il croit responsable, mais il se rend compte qu’il a affaire à des loups-garous.
Danny (Romeo Miller), le petit ami de Samantha, est à sa recherche à la suite de sa disparition. Mais Samantha fait alors son retour d’entre les morts, ayant reçu de sa grand-mère des pouvoirs qui lui permettent de combattre les loups-garous. Elle semble être revenue comme une sorte de loup-garou mort-vivant, et essaie maintenant de régler le problème à elle toute seule,.

## Distribution
- Eric Balfour : le shérif Adam
- Bianca Santos : Samantha / Red Rotting Hood
- Romeo Miller : Danny
- Patrick Muldoon : l’adjoint du shérif Henry
- Heather Tom : l’officier de police Victoria
- Marina Sirtis : Grand-mère
- Brendan Wayne : l’officier de police Scudder
- Amy Argyle : Becky
- Tony Ketcham : Benson
- Jake T. Getman : Dusty
- Izabella Alvarez : Kendra
- Taylor Carr : Rita
- Ashley Doris : Jenny
- Demetrius Stear : Tommy
- Baker Chase Powell : Ramiro
- Kevin Ragsdale : Lance
- Kali Cook : Anna
- Steven Skyler : Alex
- Carl Donelson : Jason
- Amy Landon : adjointe du shérif Abbey
- Tammy Klein : Mildred
- M.J. Brackin : Martha
- Danielle Vasianova : Denise

## Accueil

### Réception critique
Sur Culture Crypt, le film a une note de 35 sur 100, indiquant des « critiques défavorables ».
Phil Wheat de Nerdly a écrit : « Un film d’action-horreur au rythme rapide, Little Dead Rotting Hood construit jusqu’à un crescendo final qui laissera le public satisfait et le meilleur de tous, le film laisse les choses ouvertes pour d’autres aventures de Samantha et son combat contre les hordes de loups-garous... ».
We Are Indie Horror a écrit : « Little Dead Rotting Hood ne conserve presque rien de l’histoire classique, gardant simplement le personnage et l’aspect Lycan pour son propre usage, et faisant quelque chose d’amusant et décalé, ce qui est quelque chose de rarement vu dans les reboots, les remakes ou les réinventions. »